# 勞特拉赫河
49°15′53.6″N 11°55′30.6″E / 49.264889°N 11.925167°E

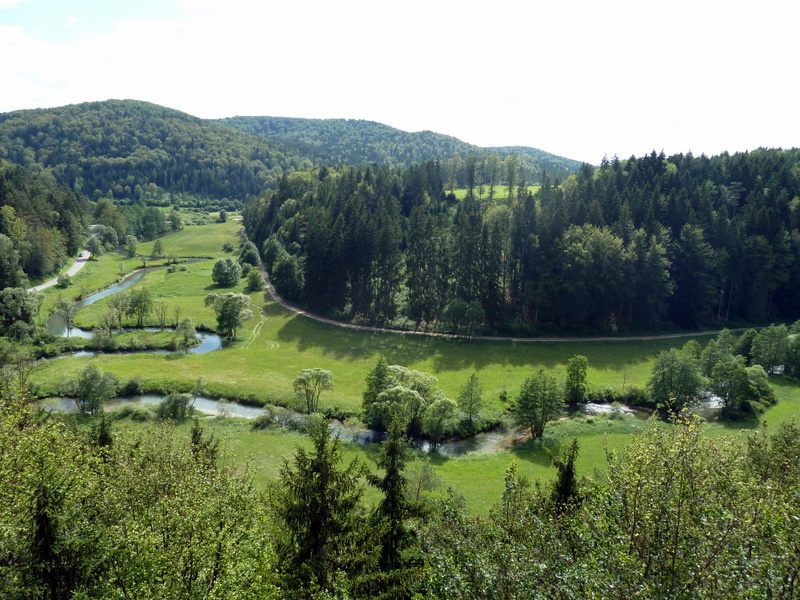

勞特拉赫河（德語：Lauterach），是德國的河流，位於該國東南部，由巴伐利亞負責管轄，屬於菲爾斯河的右支流，河道全長30.4公里，發源自勞特霍芬。